# Trận Phản Tuyền
Trận Phản Tuyền (giản thể: 阪泉之战; phồn thể: 阪泉之戰; bính âm: Bǎn Quán Zhī Zhàn, Hán-Việt: Phản Tuyền chi chiến) là trận chiến đầu tiên được ghi nhận trong lịch sử Trung Quốc trong Sử ký của Tư Mã Thiên. Đây là cuộc chiến tranh giữa hai bộ lạc (hay hai liên minh gồm nhiều bộ lạc của mỗi bên) do Hoàng Đế và Viêm Đế chỉ huy. "Trận Phản Tuyền" trên thực tế có thể chỉ là trận thứ ba trong số ba trận chiến giữa hai bộ lạc này. Hoàng Đế sau đó còn chỉ huy trận chiến với bộ lạc Cửu Lê của Xi Vưu tại trận Trác Lộc. Cả hai trận chiến này diễn ra không xa nhau về thời gian và trên các bình nguyên gần nhau, cả hai đều có sự tham gia của Hoàng Đế. Trận Phản Tuyền được coi là tạo ra sự hình thành bộ lạc Viêm Hoàng, tiền đề của văn minh Hoa Hạ, cơ sở của văn minh Trung Hoa.

## Diễn biến lịch sử
Người ta không biết nhiều về trận chiến này, do nó cũng như các sự kiện khác diễn ra vào khoảng thời gian này bị che phủ trong mơ hồ, được thêu dệt bằng những câu chuyện mang tính thần thoại. Vì thế, độ chính xác lịch sử của các mô tả về trận chiến này luôn gây tranh cãi. Truyền thống lịch sử Trung Hoa đặt nó vào khoảng thế kỷ 26 TCN.
Bộ lạc Thần Nông nguyên là một nhánh dân cư làm nông nghiệp vào cuối thời đại đồ đá mới, sinh sống trong bình nguyên Quan Trung ở phía tây. Họ đã phát triển mở rộng vào cao nguyên Hoàng Thổ trước khi tiến về phía đông vượt qua Thái Hành Sơn.
Khi bộ lạc Hữu Hùng của Hoàng Đế bắt đầu nổi lên thì triều đại Viêm Đế của bộ lạc Thần Nông bắt đầu suy vong. Các bộ lạc chư hầu đem quân đánh lẫn nhau để tranh giành lãnh thổ và cướp bóc dân chúng, trong đó bộ lạc Cửu Lê của Xi Vưu là hung bạo nhất, nhưng Viêm Đế không thể dẹp yên. Hoàng Đế nhân cơ hội đó đem quân đánh dẹp các bộ lạc chư hầu nhưng không chiếm giữ đất đai, vì thế các bộ lạc chư hầu này theo về với Hoàng Đế. Lòng tham muốn xâm lăng chư hầu của Viêm Đế càng đẩy các bộ lạc này nghiêng hẳn về phía Hoàng Đế. Trong khi đó Hoàng Đế xây dựng và thực hiện các chính sách thuận lòng người, như trấn an bốn phương, phủ dụ dân chúng nên càng được nhiều bộ lạc theo về. Ông tăng cường tích trữ lương thực, chấn chỉnh binh lực, làm thêm vũ khí và cuối cùng thì chiến tranh với Thần Nông thị của Viêm Đế đã xảy ra.
Quân đội của Hoàng Đế, hóa trang theo các vật tổ như hùng (熊, gấu đen), bi (羆, gấu nâu), tỳ hưu (貔貅, giống sư tử hoặc báo hoa mai), sơ (貙, giống lửng chó) và hổ (虎), đã giao chiến với quân đội của Viêm Đế tại Phản Tuyền trong trận đánh quy mô lớn đầu tiên trong lịch sử Trung Hoa. Sau ba trận chiến, Viêm Đế thất bại và quy phục Hoàng Đế. Các bộ lạc Hữu Hùng và Thần Nông sau đó giao kết liên minh, tạo thành bộ lạc Viêm Hoàng, hợp nhất các bộ lạc nhỏ xung quanh họ.
Bộ lạc Viêm Hoàng ngày càng mở rộng nhanh chóng thu hút lòng tham của Xi Vưu, và ông này tiếp tục đưa quân xâm lăng lãnh thổ của bộ lạc Viêm Hoàng. Bộ lạc Viêm Hoàng phản ứng bằng việc đối mặt với đội quân của Xi Vưu tại trận Trác Lộc và họ đã giành chiến thắng. Bộ lạc Viêm Hoàng sau đó có thể mở rộng về phía đông mà không gặp trở ngại nào và sớm hình thành nền văn minh Hoa Hạ, tiền thân của nền văn minh Hán Trung Hoa. Cho đến ngày nay, người Trung Quốc vẫn tự gọi mình là "Viêm Hoàng tử tôn".

## Vị trí trận chiến
Vị trí thực sự của Phản Tuyền, nơi diễn ra trận chiến, vẫn đang tranh nghị. Có ba địa điểm được coi là có thể:
1. Đông nam trấn Trác Lộc, huyện Trác Lộc, địa cấp thị Trương Gia Khẩu, tỉnh Hà Bắc.
2. Các thôn Thượng Bản Tuyền (上板泉), Hạ Bản Tuyền (下板泉) ở trấn Trương Sơn Doanh (张山营), quận Diên Khánh, tây bắc Bắc Kinh. Khoảng 60 km về phía đông huyện Trác Lộc.
3. Trấn Giới Châu (解州), quận Diêm Hồ, địa cấp thị Vận Thành, tỉnh Sơn Tây. Cách hai điểm trên khoảng 750–800 km về phía tây nam.

Trong số ba địa điểm này thì địa điểm thứ ba có lẽ là có khả năng nhất, vì: 
- Trấn Giới Châu thời Xuân Thu thuộc nước Tấn gọi là Giới Lương. Đến thời Hán là huyện Giới. Sách Giới huyện chí viết rằng Giới Lương thời cổ có giai đoạn gọi là Trác Lộc. Ngoài ra, khi xem xét bản đồ ngày nay thì kinh đô của Viêm Đế ở Bồ Phản (tọa độ 34°50′35″B 110°17′37″Đ / 34,84306°B 110,29361°Đ), nay là trấn Bồ Châu, huyện cấp thị Vĩnh Tế, địa cấp thị Vận Thành, tỉnh Sơn Tây, cách Vận Thành khoảng 70 km về phía tây tây nam, trong khi đó Sử ký chép rằng "Hoàng Đế cư vu Hiên Viên chi khâu" (黃帝居軒轅之丘),[1] và ngày nay tại Trịnh Châu, Hà Nam có gò Hiên Viên. Trịnh Châu cách Vận Thành khoảng 250 km về phía đông đông nam và khoảng cách từ Trịnh Châu tới Bồ Châu khoảng 310 km. Như thế khoảng cách giữa các địa điểm Bồ Châu, Giới Châu, Trịnh Châu là phù hợp với khả năng chuyển quân cũng như tiếp vận vào thời gian đó.

Nếu kinh đô của Viêm Đế ở Bồ Châu còn Hoàng Đế ở khu vực Trịnh Châu thì hai địa điểm tại Trác Lộc và Thượng/Hạ Bản Tuyền ngụ ý rằng lực lượng của đôi bên phải di chuyển xa hơn nữa, khoảng 800 km về phía bắc đông bắc để giao tranh. Điều này dường như rất không thực tế, dù một loạt sách vở Trung Quốc cổ đại cho rằng chúng phù hợp. Cụ thể:
- Hoàng Phủ Mật (215-282) viết trong Đế vương thế kỷ rằng Phản Tuyền ở quận Thượng Cốc.[3]
- Sách Địa lý chí khoảng niên hiệu Thái Khang (280-289) thời Tấn viết rằng khoảng 1 dặm về phía đông thành Trác Lộc (nay ở tỉnh Hà Bắc) có suối Phản (Phản tuyền), phía trên có miếu thờ Hoàng Đế.
- Quát địa lý (638-642) do Lý Thái biên soạn viết rằng: Suối Phản (Phản tuyền) nay là suối Hoàng Đế (Hoàng Đế tuyền), khoảng 56 dặm về phía đông huyện Hoài Nhung,[4] Quy Châu; chảy khoảng 5 dặm tới đông bắc Trác Lộc thì đổ vào sông Trác Thủy. Tại đây còn có thành cổ Trác Lộc, cách Quy Châu 50 dặm về phía đông nam, là kinh đô xưa của Hoàng Đế.

Một khả năng nữa là cả ba địa điểm trên đều đúng, như cả Khổng Tử và Tư Mã Thiên dường như đã chấp thuận rằng những gì diễn ra là một chuỗi ba trận chiến giữa Hoàng Đế và Viêm Đế.
Tiếp theo là trận Trác Lộc giữa đội quân của Xi Vưu và liên minh giữa Hoàng Đế và một số bộ lạc chư hầu trên vùng bình nguyên cận kề.